# Oberägeri
Oberägeri (conocida hasta 1798 como Ägeri) es una comuna suiza del cantón de Zug, situada en la orilla norte del lago Ägerisee.

## Geografía
La comuna se encuentra situada al sureste del cantón de Zug, en la frontera de éste con los cantones de Schwyz y Zúrich. La comuna limita al norte con las comunas de Menzingen y Hütten (ZH), al este con Feusisberg (SZ), Einsiedeln (SZ) y Rothenthurm (SZ), al sur con Sattel (SZ), y al oeste con Unterägeri.

## Historia
La primera iglesia de la localidad fue construida en el 876. Tras el 1100, la ciudad perteneció al monasterio de Einsiedeln, viéndose afectada por la batalla de Morgarten. La localidad adquirió el carácter de comuna en el siglo XV. Alrededor del 1500 se construyeron en Oberägeri varias capillas y el primer edificio de gobierno.
En 1669 la comuna ganó el derecho de elegir su propio sacerdote. En 1726 la iglesia es saqueada. En 1766 los gobiernos de Oberägeri y Unterägeri (entonces conocida como Wilägeri) iniciaron una lucha abierta durante las sesiones parlamentarias, lo que llevó a la división en dos comunas en 1798.
En 1838 la ciudad de Zúrich renunció a los impuestos a los que tenía derecho desde la época medieval. Ese mismo año se construyó la primera escuela de la comuna . La segunda escuela no fue construida hasta 1956. En 1890 se crearon los primeros depósitos de agua, a iniciativa de un terrateniente local.

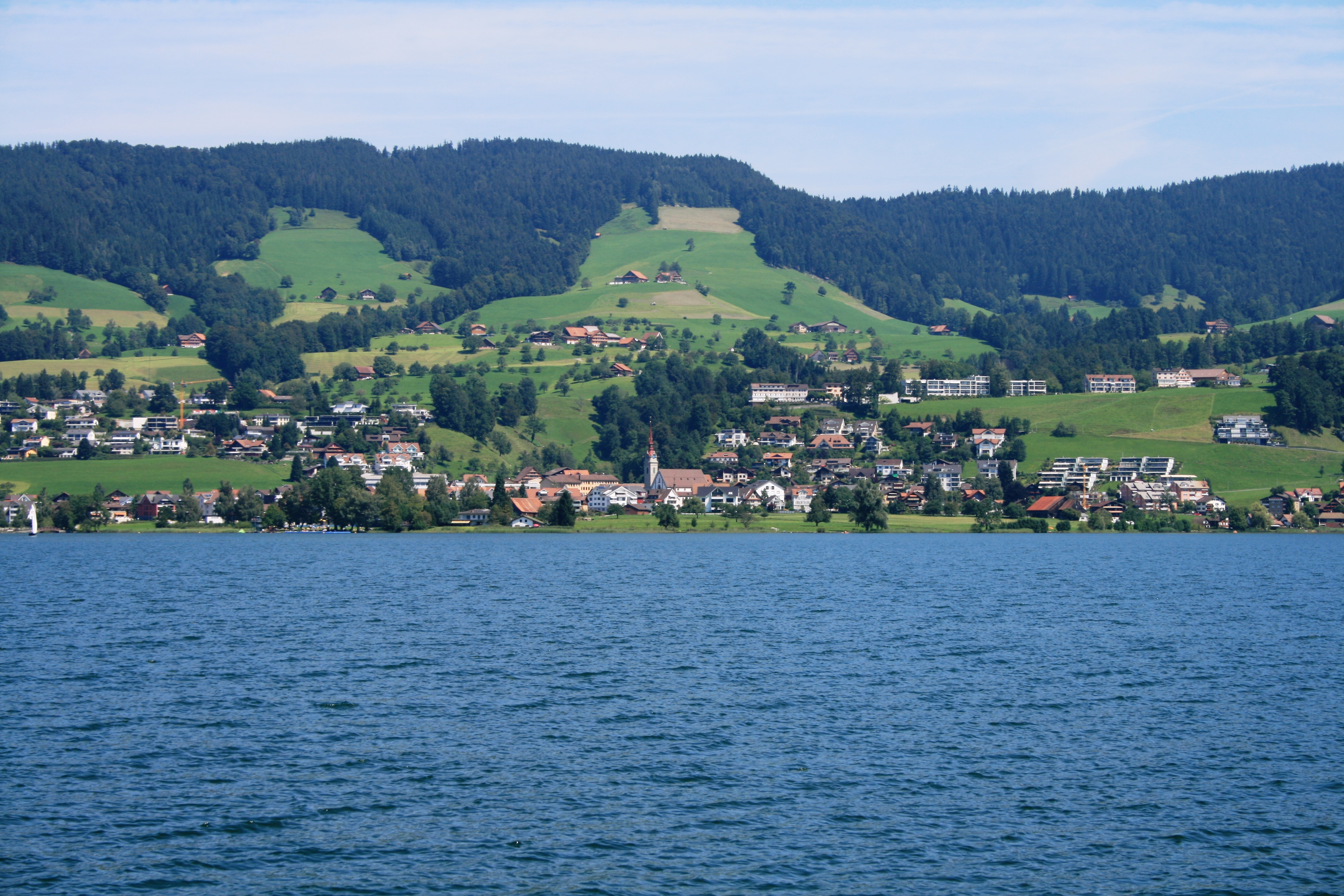
Oberägeri.